# Stjärnresedor
Stjärnresedor (Sesamoides) är ett släkte av resedaväxter som beskrevs av Carlo Allioni. Stjärnresedor ingår i familjen resedaväxter.
Släktet innehåller bl a Sesamoides canescens, Sesamoides spathulifolia, Sesamoides suffruticosa och Sesamoides purpurascens.

## Bildgalleri

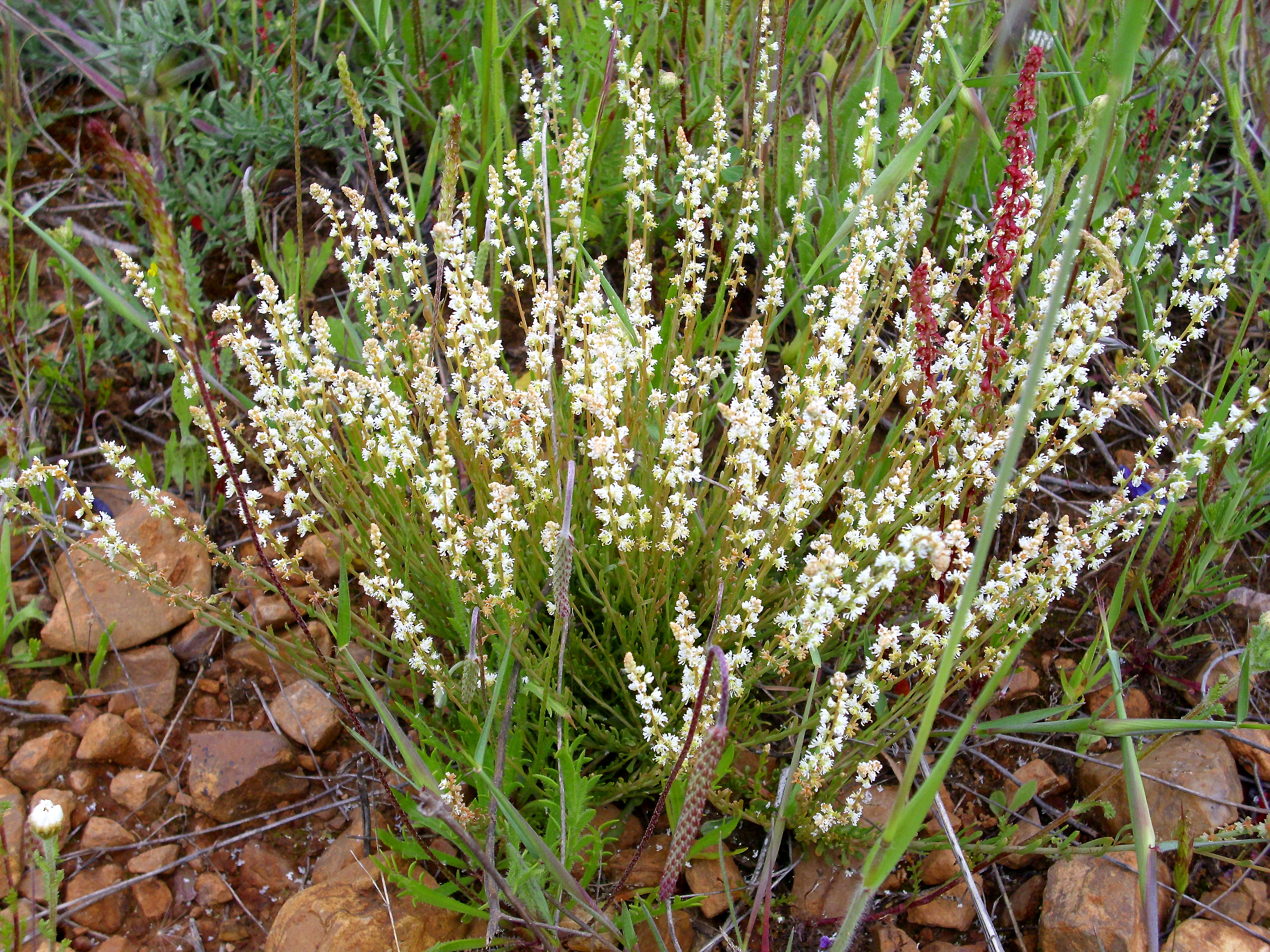
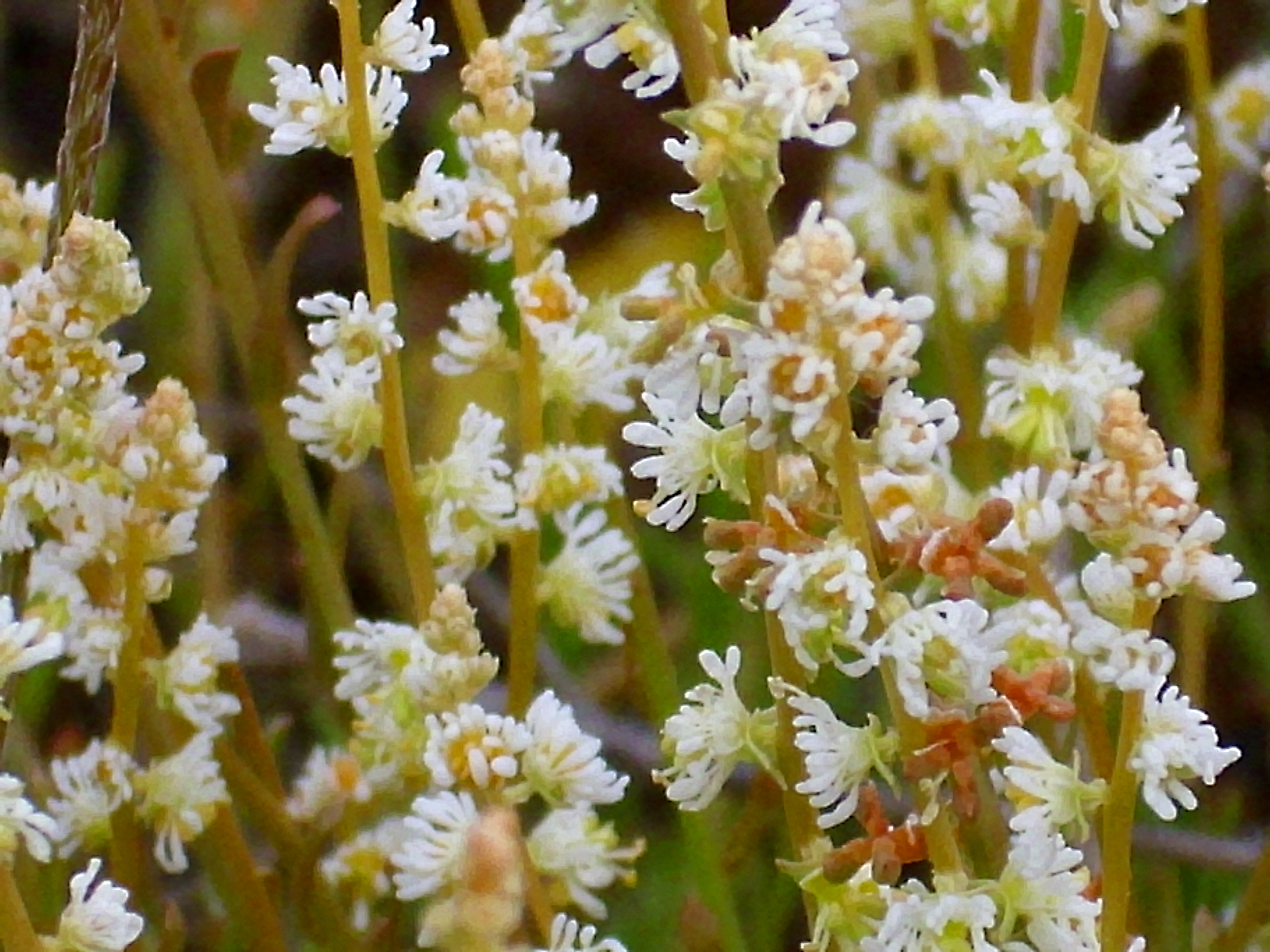
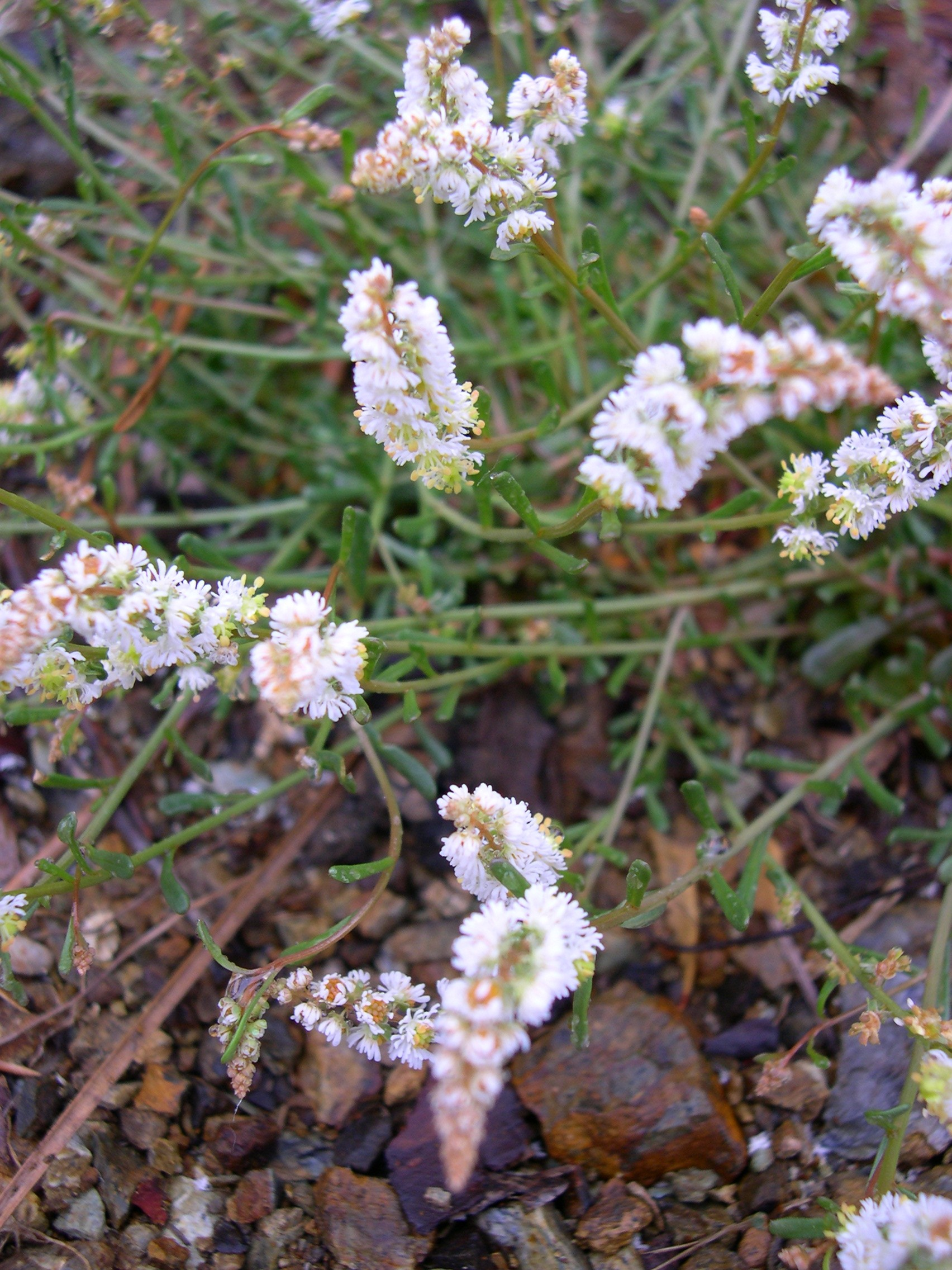